# Dolichos
Ne doit pas être confondu avec Dolichos (athlétisme).
Genre
Dolichos est un genre de plantes à fleurs de la famille des Fabaceae.

## Liste d'espèces
Selon Catalogue of Life (16 octobre 2017) :
- Dolichos aciphyllus R.Wilczek
- Dolichos angustifolius Eckl. & Zeyh.
- Dolichos angustissimus E.Mey.
- Dolichos antunesii Harms
- Dolichos argyros R.Wilczek
- Dolichos axilliflorus Verdc.
- Dolichos bellus Harms
- Dolichos bianoensis R.Wilczek
- Dolichos capensis L.
- Dolichos cardiophyllus Harms
- Dolichos complanatus De Wild.
- Dolichos compressus R.Wilczek
- Dolichos corymbosus R.Wilczek
- Dolichos decumbens Thunb.
- Dolichos dinklagei Harms
- Dolichos dongaluta Baker
- Dolichos elatus Baker
- Dolichos falciformis E.Mey.
- Dolichos fangitsa R.Vig.
- Dolichos filifoliolus Verdc.
- Dolichos fragrans Kerr
- Dolichos glabratus R.Wilczek
- Dolichos glabrescens R.Wilczek
- Dolichos grandistipulatus Harms
- Dolichos gululu De Wild.
- Dolichos hastiformis E.Mey.
- Dolichos homblei De Wild.
- Dolichos ichthyophone Verdc.
- Dolichos junghuhnianus Benth.
- Dolichos karaviaensis R.Wilczek
- Dolichos katali De Wild.
- Dolichos kilimandscharicus Taub.
- Dolichos linearifolius I.M.Johnst.
- Dolichos linearis E.Mey.
- Dolichos longipes Buchw.
- Dolichos lualabensis R.Wilczek
- Dolichos luticola Verdc.
- Dolichos magnificus Verdc.
- Dolichos mendoncae Torre
- Dolichos minutiflorus R.Vig.
- Dolichos nimbaensis Schnell
- Dolichos oliveri Schweinf.
- Dolichos peglerae L.Bolus
- Dolichos petiolatus R.Wilczek
- Dolichos pratensis (E.Mey.)Taub.
- Dolichos pseudocajanus Baker
- Dolichos pseudocomplanatus R.Wilczek
- Dolichos quarrei R.Wilczek
- Dolichos reptans Verdc.
- Dolichos rhombifolius (Hayata)Hosok.
- Dolichos schweinfurthii Harms
- Dolichos sericeus E.Mey.
- Dolichos sericophyllus R.Wilczek
- Dolichos serpens De Wild.
- Dolichos simplicifolius Hook.f.
- Dolichos smilacinus E.Mey.
- Dolichos splendens Baker
- Dolichos staintonii H.Ohashi & Tateishi
- Dolichos subcapitatus R.Wilczek
- Dolichos tenuicaulis (Baker)Craib
- Dolichos thorelii Gagnep.
- Dolichos tonkouiensis Portères
- Dolichos trilobus L.
- Dolichos trinervatus Baker
- Dolichos ungoniensis Harms
- Dolichos xiphophyllus Baker
- Dolichos zovuanyi R.Wilczek

Selon NCBI (16 octobre 2017) :
- Dolichos decumbens
- Dolichos falciformis
- Dolichos kilimandscharicus
- Dolichos oliveri
- Dolichos trilobus
- Dolichos trinervatus

Selon The Plant List (16 octobre 2017) :
- Dolichos aciphyllus R.Wilczek
- Dolichos angustifolius Eckl. & Zeyh.
- Dolichos angustissimus E.Mey.
- Dolichos antunesii Harms
- Dolichos argyros R.Wilczek
- Dolichos axilliflorus Verdc.
- Dolichos bellus Harms
- Dolichos bianoensis R.Wilczek
- Dolichos brevidentatus (R. Wilczek) Mackinder
- Dolichos capensis L.
- Dolichos cardiophyllus Harms
- Dolichos complanatus De Wild.
- Dolichos compressus R.Wilczek
- Dolichos corymbosus R.Wilczek
- Dolichos decumbens Thunb.
- Dolichos dinklagei Harms
- Dolichos dongaluta Baker
- Dolichos elatus Baker
- Dolichos falciformis E.Mey.
- Dolichos fangitsa R.Vig.
- Dolichos filifoliolus Verdc.
- Dolichos formosanus (Hayata) S.S. Ying
- Dolichos fragrans Kerr
- Dolichos glabratus R.Wilczek
- Dolichos glabrescens R.Wilczek
- Dolichos grandistipulatus Harms
- Dolichos gululu De Wild.
- Dolichos hastiformis E.Mey.
- Dolichos homblei De Wild.
- Dolichos ichthyophone Verdc.
- Dolichos junghuhnianus Benth.
- Dolichos karaviaensis R.Wilczek
- Dolichos katali De Wild.
- Dolichos kilimandscharicus Taub.
- Dolichos linearifolius I.M.Johnst.
- Dolichos linearis E.Mey.
- Dolichos longipes Buchw.
- Dolichos lualabensis R.Wilczek
- Dolichos luticola Verdc.
- Dolichos magnificus Verdc.
- Dolichos mendoncae Torre
- Dolichos minutiflorus R.Vig.
- Dolichos nimbaensis Schnell
- Dolichos oliveri Schweinf.
- Dolichos peglerae L.Bolus
- Dolichos petiolatus R.Wilczek
- Dolichos pratensis (E.Mey.) Taub.
- Dolichos pseudocajanus Baker
- Dolichos pseudocomplanatus R.Wilczek
- Dolichos quarrei R.Wilczek
- Dolichos reptans Verdc.
- Dolichos rhombifolius (Hayata) Hosok.
- Dolichos schweinfurthii Harms
- Dolichos sericeus E.Mey.
- Dolichos sericophyllus R.Wilczek
- Dolichos serpens De Wild.
- Dolichos simplicifolius Hook.f.
- Dolichos smilacinus E.Mey.
- Dolichos splendens Baker
- Dolichos staintonii H.Ohashi & Tateishi
- Dolichos subcapitatus R.Wilczek
- Dolichos tenuicaulis (Baker) Craib
- Dolichos thorelii Gagnep.
- Dolichos tonkouiensis Porteres
- Dolichos trilobus L.
- Dolichos trinervatus Baker
- Dolichos ungoniensis Harms
- Dolichos xiphophyllus Baker
- Dolichos zovuanyi R.Wilczek

Selon Tropicos (16 octobre 2017) (Attention liste brute contenant possiblement des synonymes) :
- Dolichos abyssinicus hort. ex Steud.
- Dolichos acinaciformis Jacq.
- Dolichos aciphyllus R. Wilczek
- Dolichos adenophorus Harms
- Dolichos aeschynome-sesban Forssk.
- Dolichos africanus Brenan ex R. Wilczek
- Dolichos ahipa Wedd.
- Dolichos albus Lour.
- Dolichos altissimus Jacq.
- Dolichos amoenus Salisb.
- Dolichos anchietae Hiern
- Dolichos andongensis Welw. ex Baker
- Dolichos andorgensis Welw. ex Baker
- Dolichos angularis Willd.
- Dolichos angulatus Willd.
- Dolichos angulosus DC.
- Dolichos angustifolius Eckl. & Zeyh.
- Dolichos angustissimus E. Mey.
- Dolichos antunesii Harms
- Dolichos apioides Gagnep.
- Dolichos appendiculatus Hand.-Mazz.
- Dolichos arborescens G. Don
- Dolichos arboreus Forssk.
- Dolichos argenteus Roxb. ex Wight & Arn.
- Dolichos argyrophyllus Harms
- Dolichos argyros R. Wilczek
- Dolichos aristatus L.
- Dolichos articulatus Lam.
- Dolichos arvensis Vell.
- Dolichos axillaris E. Mey.
- Dolichos axilliflorus Verdc.
- Dolichos balansae Gagnep.
- Dolichos baumannii Harms
- Dolichos bellus Harms
- Dolichos benadirianus Chiov.
- Dolichos bengalensis Jacq.
- Dolichos benghalensis Jacq.
- Dolichos benthamii Meisn.
- Dolichos bequaertii De Wild.
- Dolichos bianoensis R. Wilczek
- Dolichos bicolor (Benth.) Hoffmanns. ex Steud.
- Dolichos bicontortus Durieu
- Dolichos bieensis Torre
- Dolichos biflorus L.
- Dolichos blandus Graham
- Dolichos boivinii Drake
- Dolichos bongensis Taub. ex Harms
- Dolichos brachypterus Harms
- Dolichos brachypus Harms
- Dolichos bracteatus Baker
- Dolichos brevicaulis Baker
- Dolichos brevidentatus (R. Wilczek) Mackinder
- Dolichos brunelli Zuccagni
- Dolichos buchananii Harms
- Dolichos callosus Blume
- Dolichos candicans Wall.
- Dolichos capensis L.
- Dolichos capitatus Wall.
- Dolichos cardiophyllus Harms
- Dolichos carnosus A. Chev.
- Dolichos catjang Burm. f.
- Dolichos chevalieri Harms
- Dolichos chrysanthus A. Chev.
- Dolichos cienskowskii Schweinf. & Asch.
- Dolichos ciliatus J.G. Klein ex Willd.
- Dolichos coccineus Vell.
- Dolichos comosus G. Mey.
- Dolichos complanatus De Wild.
- Dolichos compressus R. Wilczek
- Dolichos conspersus Graham
- Dolichos corymbosus R. Wilczek
- Dolichos crassus Graham
- Dolichos crenatifructus Steud. ex A. Rich.
- Dolichos cultratus Forssk.
- Dolichos cuneifolius Forssk.
- Dolichos cuneiformis Steud.
- Dolichos curtisii G. Don
- Dolichos cuspidatus Graham
- Dolichos cylindricus Desv. ex Ham.
- Dolichos daltonii Webb
- Dolichos dasycarpus Miq.
- Dolichos debilis Hochst. ex A. Rich.
- Dolichos decumbens Thunb.
- Dolichos densiflorus Welw. ex Baker
- Dolichos dewildemanianus R. Wilczek
- Dolichos didjre Forssk.
- Dolichos dillonii Delile
- Dolichos dinklagei Harms
- Dolichos dissectus Lam.
- Dolichos dongaluta Welw. ex Baker
- Dolichos dubius De Wild.
- Dolichos echinatulus Blanco
- Dolichos elatus Welw. ex Baker
- Dolichos ellenbeckii Harms
- Dolichos ellipticus R.E. Fr.
- Dolichos elongatus Graham
- Dolichos emarginatus Jacq.
- Dolichos eminiana Taub.
- Dolichos ensiformis L.
- Dolichos erectus Baker f.
- Dolichos eriocaulus Harms
- Dolichos erosus L.
- Dolichos errabundus M. B. Scott
- Dolichos esculentus De Wild.
- Dolichos faba-indica Forssk.
- Dolichos faba-nigrita Forssk.
- Dolichos fabiformis L'Hér.
- Dolichos falcatus Klein ex Willd.
- Dolichos falciformis E. Mey.
- Dolichos fangitsa R. Vig.
- Dolichos festivus Wall.
- Dolichos ficifolius (Benth. ex Harv.) Harms
- Dolichos filifoliolus Verdc.
- Dolichos filiformis L.
- Dolichos fimbriatus Harms
- Dolichos finlaysonianus Graham
- Dolichos fischeri Harms
- Dolichos flavus Larrañaga
- Dolichos formosanus (Hayata) S.S. Ying
- Dolichos formosoides Harms
- Dolichos formosus Hochst. ex A. Rich.
- Dolichos fragrans Kerr
- Dolichos frutescens Buch.-Ham. ex D. Don
- Dolichos funarius Molina
- Dolichos galeatus Gaudich.
- Dolichos galpinii Burtt Davy
- Dolichos gangeticus Roxb.
- Dolichos gardneri Baker f.
- Dolichos geminiflorus G. Don
- Dolichos geminus Vell.
- Dolichos genistiformis Chiov.
- Dolichos ghaticus Santapau & Panthaki
- Dolichos gibbosus Thunb.
- Dolichos giganteus Willd.
- Dolichos glabratus R. Wilczek
- Dolichos glabrescens R. Wilczek
- Dolichos gladiatus Jacq.
- Dolichos glutinosus Roxb.
- Dolichos glycinoides Kunth
- Dolichos goetzei Harms
- Dolichos gracilis Guill. & Perr.
- Dolichos grahamianus (Wight & Arn.) Niyomdham
- Dolichos grandiflorus Graham
- Dolichos grandis Gagnep.
- Dolichos grandistipulatus Harms
- Dolichos gululu De Wild.
- Dolichos halei Alph. Wood
- Dolichos hassjoo Siebold
- Dolichos hastaefolius Schnitzl.
- Dolichos hastaeformis E. Mey.
- Dolichos hastatus Lour.
- Dolichos hastifolius Stokes
- Dolichos helicopus Steud.
- Dolichos helvolus (L.) Nutt.
- Dolichos hendrickxii De Wild.
- Dolichos henryi Harms
- Dolichos heterophyllus Hornem.
- Dolichos hexandra Roxb.
- Dolichos hirsutus Thunb.
- Dolichos hirtus Andrews
- Dolichos hispidus Steud.
- Dolichos hockii De Wild.
- Dolichos homblei De Wild.
- Dolichos hosei Craib
- Dolichos huillensis Welw. & Romariz
- Dolichos ichthyophone Verdc.
- Dolichos incurvus Thunb.
- Dolichos insularis Britton
- Dolichos jacquini DC.
- Dolichos japonicus Spreng.
- Dolichos jumellei R. Vig.
- Dolichos junghuhnianus Benth.
- Dolichos junodii (Harms) Verdc.
- Dolichos karaviaensis R. Wilczek
- Dolichos kasaiensis R. Wilczek
- Dolichos katali De Wild.
- Dolichos katangensis De Wild.
- Dolichos kilimandscharicus Taub.
- Dolichos kosyunensis Hosok.
- Dolichos lablab L.
- Dolichos lacteus Raf.
- Dolichos lagopus Dunn
- Dolichos lanceolatus Graham
- Dolichos lasiocarpa Mart. ex Benth.
- Dolichos lelyi Hutch.
- Dolichos leucomelas Kunze
- Dolichos lignosus L.
- Dolichos linearifolius I.M. Johnst.
- Dolichos linearis E. Mey.
- Dolichos lineatus Thunb.
- Dolichos littoralis Vell.
- Dolichos lobatus Willd.
- Dolichos longipes Buchw. ex Harms
- Dolichos longistipellatus Harms
- Dolichos lotononis Baill.
- Dolichos lualabensis R. Wilczek
- Dolichos lubia Forssk.
- Dolichos lupiniflorus N.E. Br.
- Dolichos lupinoides Baker
- Dolichos luteolus Jacq.
- Dolichos luteus Sw.
- Dolichos luticola Verdc.
- Dolichos lygodioides Gagnep.
- Dolichos macrodon Graham
- Dolichos macrothyrsus Harms
- Dolichos magnificus Verdc.
- Dolichos maitlandii Baker f.
- Dolichos malosanus Baker
- Dolichos mammosus Noronha
- Dolichos maranguensis Taub. ex Engl.
- Dolichos maritimus Aubl.
- Dolichos martinicensis Jacq. ex Medic.
- Dolichos medicagineus Lam.
- Dolichos melanophthalmus DC.
- Dolichos memnonius Delile
- Dolichos mendoncae Torre
- Dolichos mexicanus Schltdl.
- Dolichos miniatus Kunth
- Dolichos minimus L.
- Dolichos minutiflorus R. Vig.
- Dolichos minutus Wight & Arn.
- Dolichos mitis A. Rich.
- Dolichos mollis Jacq.
- Dolichos monachalis Brot.
- Dolichos monophyllus Engl.
- Dolichos montanus Lour.
- Dolichos monticola Mart. ex Benth.
- Dolichos multiflorus Torr. & A. Gray
- Dolichos mutabilis Salisb.
- Dolichos nanus Harms
- Dolichos nervosus Schumach. & Thonn.
- Dolichos niloticus Delile
- Dolichos nimbaensis Schnell
- Dolichos obcordatus Roxb.
- Dolichos obliquifolius Schnitzl.
- Dolichos obovatus Schumach. & Thonn.
- Dolichos obtusifolius Jacq.
- Dolichos occidentalis Harms
- Dolichos oleraceus Schumach. & Thonn.
- Dolichos oliganthus Brenan
- Dolichos oliveri Schweinf.
- Dolichos orbicularis Baker f.
- Dolichos ornatus Wall.
- Dolichos ovalifolius Schumach. & Thonn.
- Dolichos ovatus Graham
- Dolichos oxyphylla (Benth.) Niyomdham
- Dolichos oxyphyllus (Benth.) Niyomdham
- Dolichos pachyrhizus Harms ex De Wild.
- Dolichos palmatifidus Moc. & Sessé ex DC.
- Dolichos palmatilobus Moc. & Sessé ex DC.
- Dolichos palmatus Forsskal ex Steud, in DC.
- Dolichos paniculatus Hua
- Dolichos parabolicus Nutt.
- Dolichos pavonii G. Don
- Dolichos pearsonii Hutch.
- Dolichos peglerae L. Bolus
- Dolichos pentaphyllus E. Mey.
- Dolichos petiolatus R. Wilczek
- Dolichos phaseoloides Roxb.
- Dolichos pilosus J.G. Klein ex Willd.
- Dolichos platypus Baker
- Dolichos plectrotropis Steud.
- Dolichos polystachios L.
- Dolichos polystachyus Thunb.
- Dolichos praecox R.E. Fr.
- Dolichos pratensis (E. Mey.) Taub.
- Dolichos pratorum Harms
- Dolichos prostratus Buch.-Ham. & Koenig ex Roxb.
- Dolichos protractus Steud.
- Dolichos pruriens L.
- Dolichos pseudocajanus Welw. ex Baker
- Dolichos pseudocomplanatus R. Wilczek
- Dolichos pseudodebilis Harms
- Dolichos pseudopachyrhizus Harms
- Dolichos psoraloides Lam.
- Dolichos pteropus Baker
- Dolichos pugioniformis Raeusch.
- Dolichos punctatus Wight & Arn.
- Dolichos pungens Vell.
- Dolichos purpureus L.
- Dolichos pyramidalis Lam.
- Dolichos quarrei R. Wilczek
- Dolichos racemosus Roxb. ex Steud.
- Dolichos regularis L.
- Dolichos repens L.
- Dolichos reptans Verdc.
- Dolichos reticulatus Buch.-Ham.
- Dolichos retusus E. Mey.
- Dolichos rhombifolius (Hayata) Hosok.
- Dolichos rhomboideus O. Hoffm.
- Dolichos rhynchosioides Desv.
- Dolichos ringoeti De Wild.
- Dolichos robustus Bolus
- Dolichos roseus Sw.
- Dolichos rotundifolius Roxb.
- Dolichos ruber Jacq.
- Dolichos rufescens Graham
- Dolichos rufus Vell.
- Dolichos rupestris Welw. ex Baker
- Dolichos sanguineus Jacq.
- Dolichos saponarius De Wild.
- Dolichos savii Montrouz.
- Dolichos scaber Rich.
- Dolichos scabriusculus Hassk.
- Dolichos scarabaeoides L.
- Dolichos schlechteri Harms ex Burtt Davy
- Dolichos schliebenii Harms
- Dolichos schomburgkii Gagnep.
- Dolichos schweinfurthii Taub.
- Dolichos seineri Harms
- Dolichos sericeus E. Mey.
- Dolichos sericophyllus R. Wilczek
- Dolichos serpens De Wild.
- Dolichos sesquipedalis L.
- Dolichos sessei G. Don
- Dolichos setaefolius Bojer ex Steud.
- Dolichos shuterioides Baker
- Dolichos simplicifolius Hook. f.
- Dolichos sinensis L.
- Dolichos smilacinus E. Mey.
- Dolichos sofa L.
- Dolichos soja L.
- Dolichos soorootoo Roxb. ex Wight & Arn.
- Dolichos sphaerospermus (L.) DC.
- Dolichos spicatus Graham
- Dolichos splendens Welw. ex Baker
- Dolichos spurius G. Mey.
- Dolichos staintonii H. Ohashi & Tateishi
- Dolichos stenocarpus Hochst. ex A. Rich.
- Dolichos stenophyllus Gagnep.
- Dolichos stipulaceus Lam.
- Dolichos stipulosus Welw. ex Baker
- Dolichos stolzii Harms
- Dolichos striatus Steud.
- Dolichos subaequalis Graham
- Dolichos subcapitatus R. Wilczek
- Dolichos subcarnosus Wight & Arn.
- Dolichos subracemosus Jacq.
- Dolichos suffultus Graham
- Dolichos swynnertonii Baker f.
- Dolichos tamulicus Spreng.
- Dolichos taubertii Baker f.
- Dolichos tenuicaulis (Baker) Craib
- Dolichos tenuiflorus (Micheli) R. Wilczek
- Dolichos tenuis Steud.
- Dolichos tetragonolobus L.
- Dolichos tetraspermus Willd.
- Dolichos thorelii Gagnep.
- Dolichos tomentosus Raf.
- Dolichos tonkinensis Bui-quang-Chieu
- Dolichos tonkouiensis Portères
- Dolichos tranquebaricus Jacq.
- Dolichos tricostatus Baker f.
- Dolichos trilobatus L.
- Dolichos trilobus L.
- Dolichos trinervatus Baker
- Dolichos trinervis De Wild.
- Dolichos truncatus Miq.
- Dolichos tuberosus Lam.
- Dolichos tuncifolius Raeusch.
- Dolichos umbellatus Thunb.
- Dolichos uncinatus L.
- Dolichos undulatus Moc. & Sessé ex Don
- Dolichos ungoniensis Harms
- Dolichos unguiculatus L.
- Dolichos uniflorus Lam.
- Dolichos urens L.
- Dolichos varius Spanoghe ex Miq.
- Dolichos venulosus Hiern
- Dolichos verdickii De Wild.
- Dolichos vestitus Graham
- Dolichos vexillatus Nutt.
- Dolichos violaceus hort. ex Steud.
- Dolichos virgatus Rich.
- Dolichos viridis Buch.-Ham. ex Wall.
- Dolichos virosa Roxb.
- Dolichos virosus Roxb.
- Dolichos volkensii Taub.
- Dolichos woolawa Roxb. ex Wight & Arn.
- Dolichos xiphophyllus Baker
- Dolichos zanzibarensis Baker f.
- Dolichos zovuanyi R. Wilczek